# Васильєв Володимир Олександрович
Володимир Олександрович Васильєв (жовтень 1920, місто Миколаїв, тепер Миколаївська область — ?) — радянський діяч, секретар Миколаївського обласного комітету КПУ.

## Біографія
Служив у Червоній армії, учасник німецько-радянської війни.
Член ВКП(б) з 1944 року.
На 1957—1958 роки — заступник завідувача відділу пропаганди і агітації Миколаївського обласного комітету КПУ.
До січня 1963 року — завідувач відділу пропаганди і агітації Миколаївського обласного комітету КПУ.
11 січня 1963 — 7 грудня 1964 року — секретар Миколаївського сільського обласного комітету КПУ з ідеології.
7 грудня 1964 — березень 1965 року — завідувач ідеологічного відділу Миколаївського обласного комітету КПУ.
У березні 1965 — 8 квітня 1983 року — секретар Миколаївського обласного комітету КПУ з ідеології.
Потім — на пенсії.

## Нагороди
- орден Вітчизняної війни ІІ ступеня (6.04.1985)
- орден «Знак Пошани» (26.02.1958)
- медалі
- Почесна грамота Президії Верховної Ради Української РСР (9.10.1970)